# Chalcides boulengeri
Chalcides boulengeri är en ödleart som beskrevs av  Anderson 1896. Chalcides boulengeri ingår i släktet Chalcides och familjen skinkar. Inga underarter finns listade i Catalogue of Life.